# Achtergracht 11F
Achtergracht 11-F te Amsterdam is een gebouw(tje) staand aan de Achtergracht, Amsterdam-Centrum.
Aan die gracht staan gebouwen die in de 20e eeuw de status kregen van gemeentelijk dan wel rijksmonument. Het betreft dan voornamelijk omgebouwde pakhuizen (Pakhuis januari tot en met Pakhuis november) of herenhuizen. Achtergracht 11-F (tegenover Achtergracht 11) is van een geheel andere orde, het heeft een vloeroppervlak van slechts 20m2. De gemeente Amsterdam had voor de vele stadsuitbreidingen ook dienstkantoren nodig, zoals bijvoorbeeld voor de gemeentepolitie. Daartoe werden stenen gebouwen opgericht, maar hier en daar ook houten politieposten. In die categorie bevindt zich Achtergracht 11-F. Het betreft een hulppolitiepost uit het jaar 1897, ontworpen door de Dienst der Publieke Werken. Daarbij werden typeletters gegeven, dit type kreeg de letter B. Er werden van type A en B negen huisjes geplaatst: Houtmankade, Amstelveenseweg, Dapperplein, Hemonystraat, Sarphatipark, Van Hogendorpplein, Nassaukade, Marnixstraat en 's-Gravesandestraat. Het betrof chaletachtige houten gebouwtjes. Deze aan de Hemonystraat werd ontworpen in 1896. De politie trok echter in 1912 naar het stenen gebouw aan de Stadhouderskade 115. In 1913 verhuisde dit gebouw, bekend als Het witte gebouwtje naar de Achtergracht en kwam te staan op het rond 1870 gedempte deel aan het Frederiksplein. Het gebouwtje, dat eigenlijk alleen een wachtkamer voor agenten heeft, is een gemeentelijk monument. Al in 1924 was het wegbezuinigd. 
Een grotere variant van de politiepost staat aan de Nieuwezijds Voorburgwal 277, Amsterdam, dat is een rijksmonument. 